# 杠家镇
杠家镇，是中华人民共和国重庆市垫江县下辖的一个乡镇级行政单位。

## 行政区划
杠家镇下辖以下地区：
三鑫社区、龙凤社区、双龙村、双溪村、龙泉村、花园村、临江村、金穗村、资汇村、新花村、凉水村、福全村和大同村。